# Liste der Biografien/Meng
Liste der Biografien |
Portal Biografien |
Personensuche
# |
A |
B |
C |
D |
E |
F |
G |
H |
I |
J |
K |
L |
M |
N |
O |
P |
Q |
R |
S |
T |
U |
V |
W |
X |
Y |
Z |
?
 
Ma |
Mb |
Mc |
Md |
Me |
Mf |
Mg |
Mh |
Mi |
Mj |
Mk |
Ml |
Mm |
Mn |
Mo |
Mp |
Mq |
Mr |
Ms |
Mt |
Mu |
Mv |
Mw |
Mx |
My |
Mz
 
Mea–Mee |
Mef |
Meg |
Meh |
Mei |
Mej |
Mek |
Mel |
Mem |
Men |
Meo |
Mep |
Mer |
Mes |
Met |
Meu |
Mev |
Mew |
Mex |
Mey |
Mez
 
Mena |
Menc |
Mend |
Mene |
Menf |
Meng |
Menh |
Meni |
Menj |
Menk |
Menl |
Menn |
Meno |
Menr |
Mens |
Ment |
Menu |
Menv |
Menw |
Meny |
Menz
Die Liste der Biografien führt alle Personen auf, die in der deutschsprachigen Wikipedia einen Artikel haben. Dieses ist eine Teilliste mit 214 Einträgen von Personen, deren Namen mit den Buchstaben „Meng“ beginnt.

## Meng
- Meng Haoran († 740), chinesischer Dichter der Tang-Dynastie
- Meng Huo, chinesischer Herrscher, König der Nanman
- Meng Ziwen, Joseph (1903–2007), chinesischer Geistlicher, Erzbischof von Nanning
- Meng, Alexander (* 1945), österreichischer Mediziner
- Meng, Ao, chinesischer Würdenträger und Feldherr
- Meng, Arno (1902–1994), deutscher Architekt
- Meng, Brigitte (1932–1998), schweizerische Schriftstellerin und Lyrikerin
- Meng, Erich (1912–1940), deutscher Fußballspieler
- Meng, Fan Bo (* 2000), deutscher TischtennisspielerFan Bo Meng (* 2000)

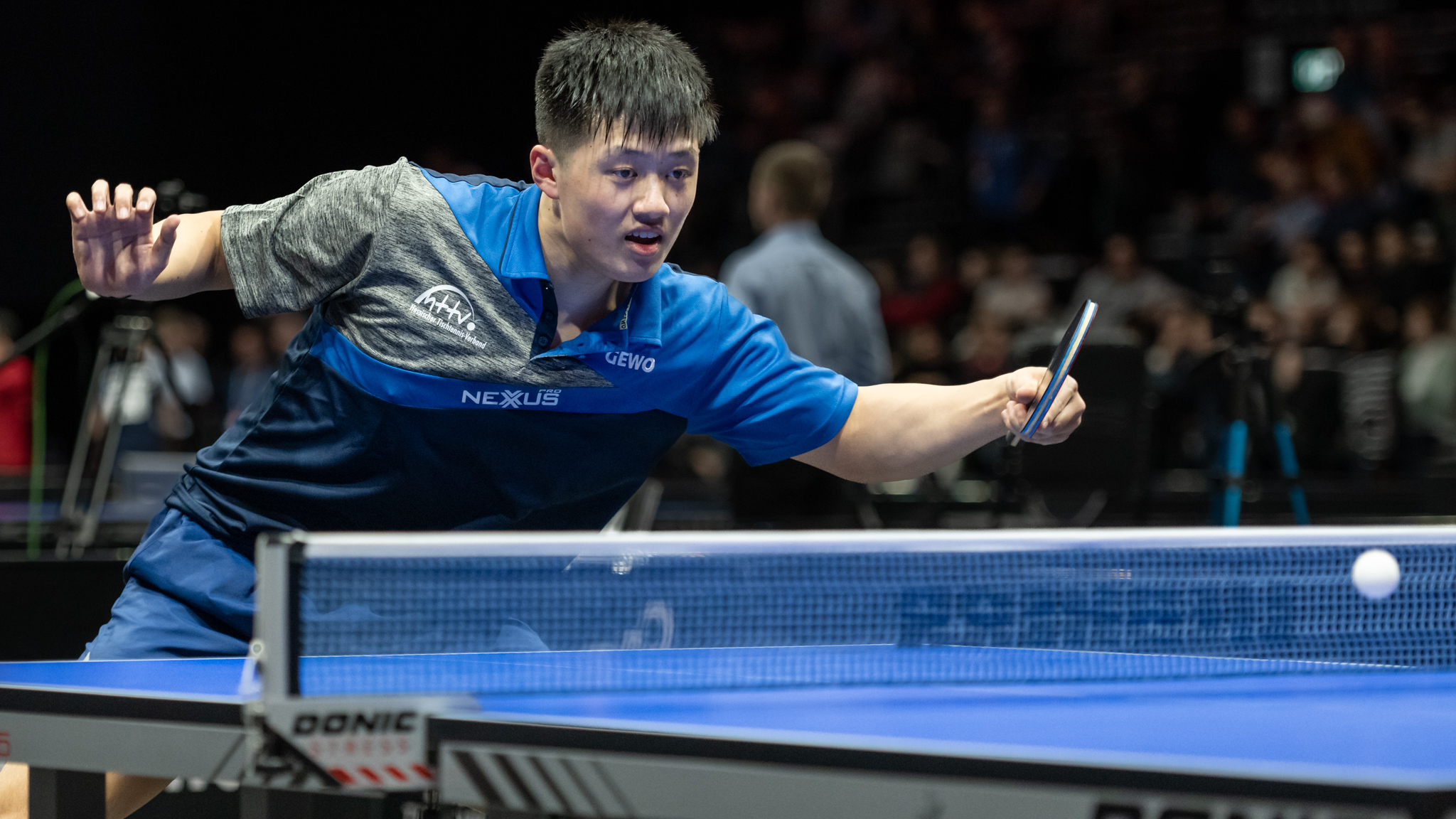
Fan Bo Meng (* 2000)

- Meng, Fanqi (* 1998), chinesische Biathletin
- Meng, Fulin (1933–2021), chinesischer Politiker
- Meng, Grace (* 1975), US-amerikanische Politikerin der Demokratischen Partei
- Meng, Guanliang (* 1977), chinesischer Kanute
- Meng, Hans (1884–1976), Schweizer Politiker (FDP/SP)
- Meng, Heini (1902–1982), Schweizer Eishockeyspieler
- Meng, Heinrich (1887–1972), deutsch-schweizerischer Psychoanalytiker
- Meng, Heng How (* 1998), singapurischer Fußballspieler
- Meng, Hongwei (* 1953), chinesischer Politiker, Polizeibeamter und Präsident von Interpol
- Meng, Jannis (* 1988), deutscher Schauspieler
- Meng, Jessey (* 1967), taiwanische Schauspielerin
- Meng, Jianzhu (* 1947), chinesischer Politiker
- Meng, Jie (* 1981), peruanische Badmintonspielerin
- Meng, Karl (1938–2010), deutscher Fußballspieler
- Meng, Lili (* 1979), chinesische Ringerin
- Meng, Liqiu (* 1963), chinesisch-deutsche Kartographin
- Meng, Matthias (* 1982), deutscher Rettungsschwimmer
- Meng, Qianqian (* 1991), chinesische Kugelstoßerin
- Meng, Qingyuan (* 1984), chinesischer Eishockeyspieler
- Meng, Ran (* 1992), chinesische Tennisspielerin
- Meng, Richard (1915–1965), deutscher Fußballspieler
- Meng, Richard (* 1954), deutscher Journalist und Sprecher des Berliner Senats
- Meng, Sören (* 1974), deutscher Politiker (SPD)
- Meng, Suping (* 1989), chinesische Gewichtheberin
- Meng, Tian († 210 v. Chr.), chinesischer General während der Herrschaft der Qin-Dynastie
- Meng, Walter (1926–2016), deutscher evangelischer Diakon, Autor und Träger des Bundesverdienstkreuzes am Bande
- Meng, Wanzhou (* 1972), chinesische Unternehmerin
- Meng, Werner (1948–2016), deutscher Rechtswissenschaftler und Hochschullehrer
- Meng, Wolfgang (1920–2003), deutscher Maler und Graphiker
- Meng, Wu, chinesischer Offizier
- Meng, Yan (* 1980), chinesischer Hürdenläufer
- Meng, Yi († 210 v. Chr.), chinesischer Amtsträger während der Herrschaft der Qin-Dynastie
- Meng, Zhao Juan (* 1989), chinesische Radrennfahrerin (Hongkong)

### Menga
- Menga, Addy-Waku (* 1983), kongolesischer Fußballspieler (DR Kongo)
- Menga, Aleixo-Platini (* 1987), deutscher Sprinter
- Menga, Serge (* 1977), deutscher politischer Aktivist kongolesischer AbstammungSerge Menga (* 1977)

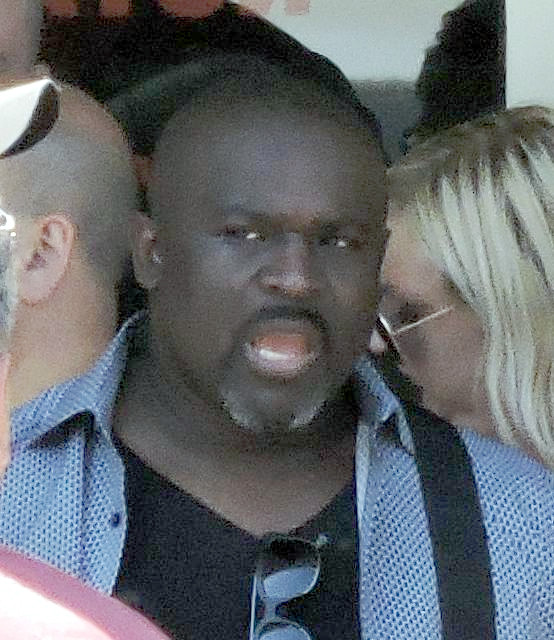
Serge Menga (* 1977)

- Menga, Vanessa (* 1976), brasilianische Tennisspielerin
- Mengal, Martin-Joseph (1784–1851), belgischer Hornist und Komponist
- Mengálvio (* 1939), brasilianischer Fußballspieler
- Mengarini, Guglielmo (1856–1927), italienischer Ingenieur und Politiker

### Mengd
- Mengden, Alexander von (1819–1903), russischer Diplomat und Staatsrat
- Mengden, Bruno von (1934–2022), deutscher Generalmajor
- Mengden, Guido von (1896–1982), deutscher Sportfunktionär im Nationalsozialismus
- Mengden, Johann Karl Friedrich von (1730–1796), preußischer Generalleutnant, Chef des Kürassierregiments Nr. 4, Amtshauptmann von Ragnit
- Mengden, Juliane von (1719–1787), russische Kammerzofe
- Mengden, Otto von (1596–1681), livländischer Landespolitiker
- Mengden, Waltraut von (* 1954), deutsche Medienmanagerin und Unternehmensberaterin

### Menge
- Mengé, Achille (1900–1966), belgischer Ruderer
- Menge, Anton (1808–1880), deutscher Gymnasiallehrer und Arachnologe
- Menge, Arthur (1884–1965), Oberbürgermeister von HannoverArthur Menge (1884–1965)

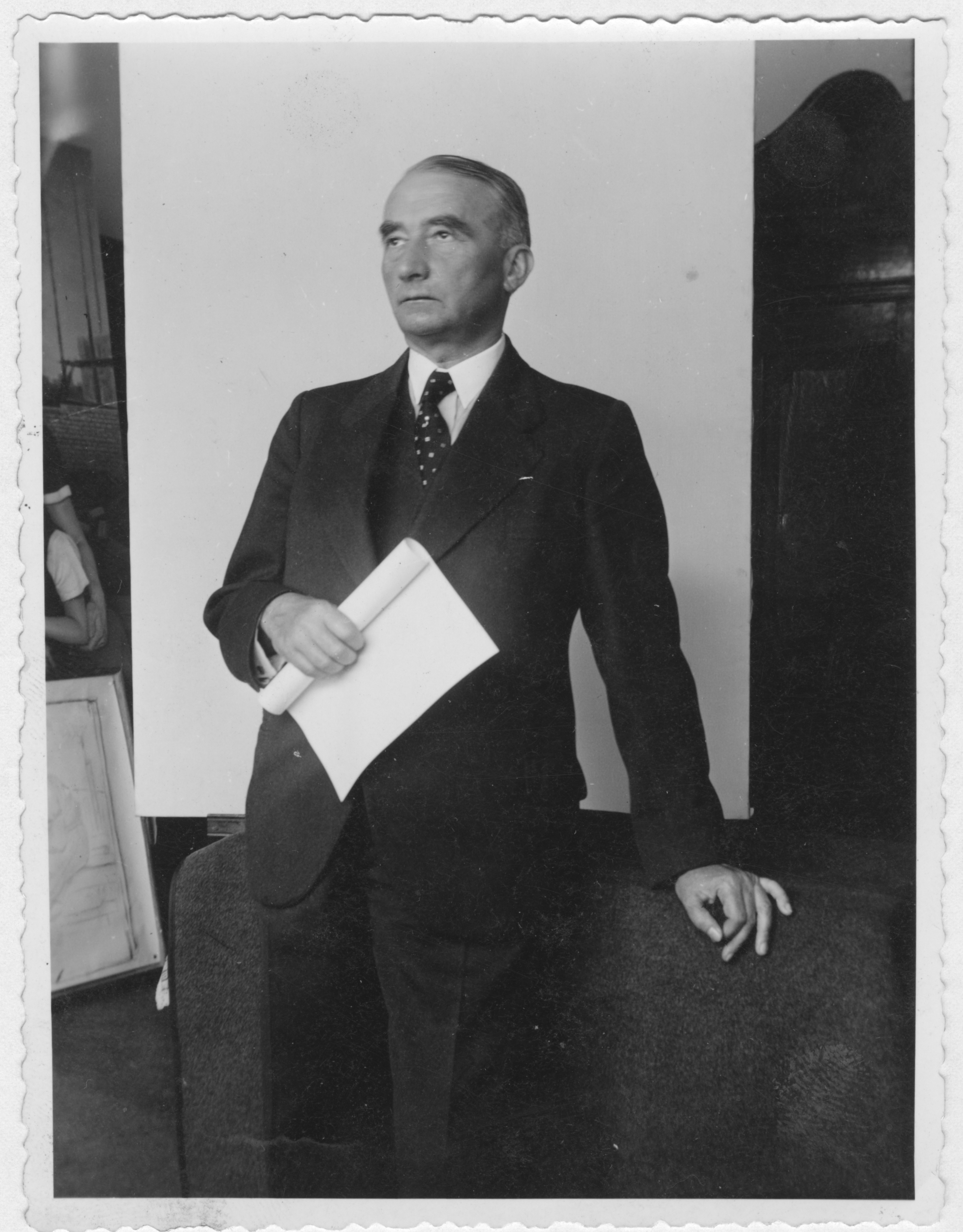
Arthur Menge (1884–1965)

- Menge, Carl (1864–1945), deutscher Gynäkologe und Geburtshelfer
- Menge, Daniel (* 1983), deutscher Eishockey- und Inlinehockeyspieler
- Menge, Ferdinand (1876–1962), deutscher Maler und Grafiker
- Menge, Friedrich (1845–1920), deutscher Reichsgerichtsrat
- Menge, Gençay (* 1989), türkischer Tischtennisspieler
- Menge, Hans-Joachim (* 1947), deutscher Politiker (CDU), MdL
- Menge, Hans-Joachim (* 1963), deutscher Rennrodler
- Menge, Heinrich (* 1838), deutscher Altphilologe und Gymnasiallehrer
- Menge, Heinz H. (* 1944), deutscher Germanist, Sprachwissenschaftler
- Menge, Hermann (1841–1939), deutscher Altphilologe und Autor einer nach ihm benannten Bibelübersetzung, der Menge-BibelHermann Menge (1841–1939)

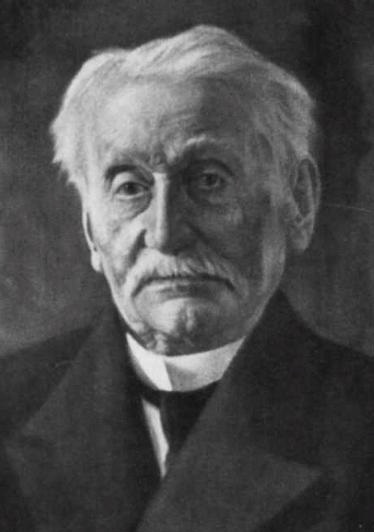
Hermann Menge (1841–1939)

- Menge, Horst (* 1925), deutscher Fußballspieler
- Menge, Johannes (1788–1852), deutscher Mineraloge
- Menge, Karoline (* 1986), deutsche Schriftstellerin und Journalistin
- Menge, Marlies (* 1934), deutsche Journalistin
- Menge, Patricia (* 1966), deutsche Fußballspielerin
- Menge, Patrick (* 1990), Schweizer Grasskiläufer
- Menge, Philipp (* 1992), Schweizer Grasskiläufer
- Menge, Rudolf (1845–1912), deutscher Gymnasiallehrer und klassischer Philologe
- Menge, Susanne (* 1960), deutsche Politikerin (Bündnis 90/Die Grünen), MdB, MdL
- Menge, Thomas (* 1949), deutscher Fußballspieler
- Menge, Wolfgang (1924–2012), deutscher Drehbuchautor und JournalistWolfgang Menge (1924–2012)

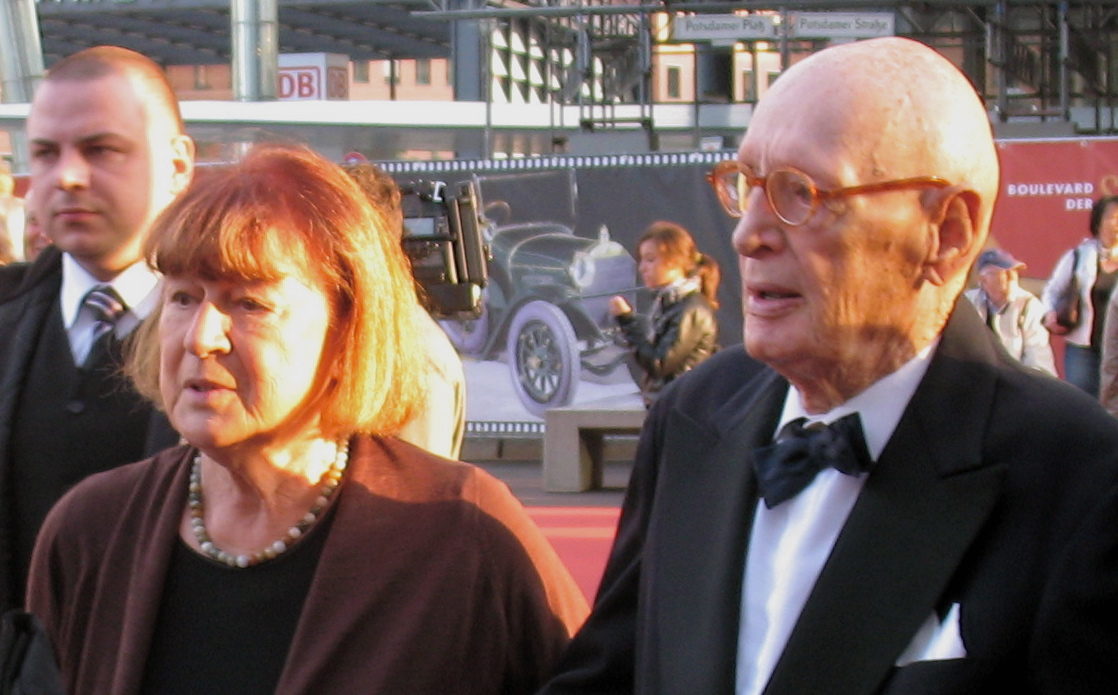
Wolfgang Menge (1924–2012)

- Mengebier, Adam Christian (1777–1854), Obersteiger, Grubenverwalter der Zeche „Gewerkschaft Friedrich Franz“ zu Malliß und später Gipsverwalter zu Lübtheen
- Mengel, Ernest (1913–1968), luxemburgischer Fußballspieler
- Mengel, Hans (1917–1943), deutscher Fußballspieler
- Mengel, Hans-Joachim (* 1947), deutscher Jurist und Politikwissenschaftler
- Mengel, Karl (1900–1975), deutscher Politiker (CDU), MdL
- Mengel, Konrad (1929–2012), deutscher Agrikulturchemiker
- Mengel, Margarete (1901–1938), deutsche Kontoristin und ehemalige Bauhaus-Chefsekretärin
- Mengel, Peter Friedrich (1884–1967), deutscher Verwaltungsjurist, Landrat des Kreises Oberbarnim (1919–1923) und Deichhauptmann des Oderbruchs (1923–1940)
- Mengel, Steffen (* 1988), deutscher Tischtennisspieler
- Mengel, Swetlana (* 1954), ukrainische Slawistin
- Mengel, Uwe (* 1949), deutscher Autor von Theaterstücken, Performances, Fernsehdokumentationen und Hörspielen
- Mengel-Stähle, Elisabeth (* 1982), deutsche Politikerin (AfD)
- Mengelberg, Augustin (1710–1763), deutscher Zisterziensermönch und Abt
- Mengelberg, Egidius (1770–1849), deutscher Porträtmaler, Innenarchitekt und Kunstpädagoge
- Mengelberg, Friedrich Wilhelm (1837–1919), deutsch-niederländischer Bildhauer
- Mengelberg, Karel (1902–1984), niederländischer Komponist, Dirigent und Musikschriftsteller
- Mengelberg, Misha (1935–2017), niederländischer Pianist, Komponist und Bandleader
- Mengelberg, Otto (1817–1890), deutscher Historien- und Porträtmaler und Lithograf
- Mengelberg, Rudolf (1892–1959), niederländischer Komponist und Musikwissenschaftler
- Mengelberg, Willem (1871–1951), niederländischer Dirigent
- Mengelbier, Theodor (1857–1932), preußischer General der Infanterie im Ersten Weltkrieg
- Mengele, Alois (1914–1974), deutscher Unternehmer
- Mengele, Benno (1898–1971), österreichischer Elektrotechniker
- Mengele, Josef (1911–1979), deutscher Mediziner, Arzt in Auschwitz, verantwortlich für tödliche MenschenversucheJosef Mengele (1911–1979)

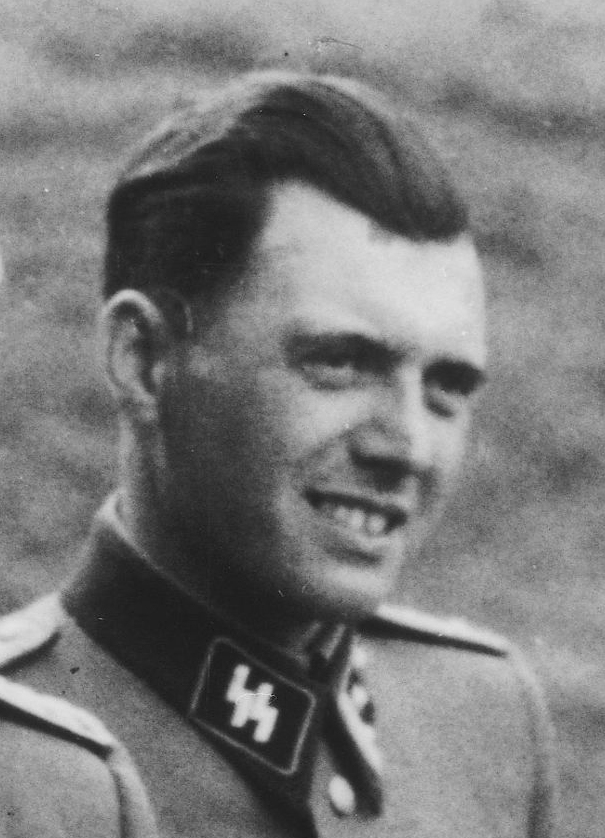
Josef Mengele (1911–1979)

- Mengele, Karl (1884–1959), deutscher Unternehmer
- Mengeler, Thea (* 1988), deutsche Buchautorin
- Mengeling, Carl Frederick (1930–2025), US-amerikanischer Geistlicher, römisch-katholischer Bischof von Lansing
- Mengelkamp, Theodor (1924–1967), deutscher Politiker (CDU), MdB
- Mengelkoch, Carl (1870–1949), deutscher Reichsgerichtsrat
- Mengelt, Christian (* 1938), Schweizer Grafiker, Schriftgestalter und Lehrer
- Menger, Alfred (1901–1979), deutscher Widerstandskämpfer und Politiker (SPD)
- Menger, Andreas (* 1972), deutscher Fußballtorhüter
- Menger, Anton (1841–1906), österreichischer Jurist und Sozialtheoretiker
- Menger, Carl (1840–1921), österreichischer ÖkonomCarl Menger (1840–1921)

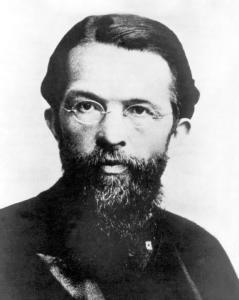
Carl Menger (1840–1921)

- Menger, Christian-Friedrich (1915–2007), deutscher Jurist
- Menger, Günter (1931–2015), deutscher Offizier und Generalmajor der NVA
- Menger, Heinrich, Glasmaler
- Menger, Heinz (* 1930), deutscher Fußballspieler
- Menger, Ivar Leon (* 1973), deutscher Autor, Regisseur, Designer, Werbetexter und Verleger
- Menger, John (1876–1941), deutscher Verwaltungsjurist und Parlamentarier
- Menger, Julia (* 1982), deutsche Journalistin, Hörfunk- und Fernsehmoderatorin
- Menger, Kaija (1934–2013), finnische Persönlichkeit der deutschsprachigen Auslandsfennistik und des deutsch-finnischen Kulturaustauschs
- Menger, Karl (1902–1985), österreichischer MathematikerKarl Menger (1902–1985)

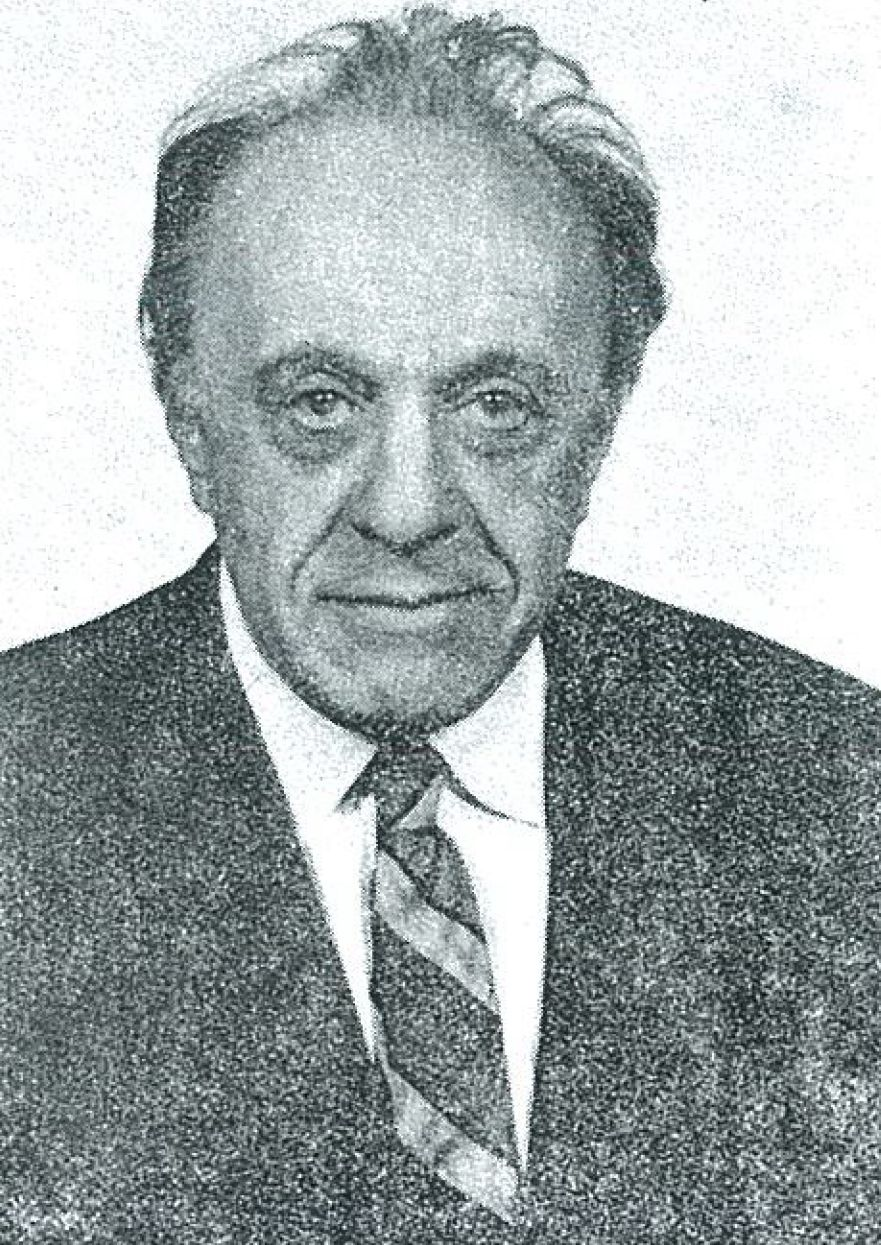
Karl Menger (1902–1985)

- Menger, Kurt (1908–1989), deutscher DBD-Funktionär, MdV
- Menger, Manfred (* 1936), deutscher Historiker
- Menger, Max (1838–1911), österreichischer Jurist und Politiker
- Menger, Peter (* 1977), deutscher Arzt und Musiker
- Menger, Pierre-Michel (* 1953), französischer Soziologe
- Menger, Reinhard (1920–2005), deutscher Ingenieur
- Menger, Wolfgang (1919–2006), deutscher Kinderarzt und Autor
- Mengering, Arnold (1596–1647), deutscher lutherischer Theologe
- Mengeringhausen, Max (1903–1988), deutscher Ingenieur
- Mengersdorf, Ernst von (1554–1591), Bischof von Bamberg
- Mengersen, Ernst (1912–1995), deutscher Offizier, zuletzt Korvettenkapitän
- Mengersen, Ferdinand Moritz von (1706–1788), Landkomtur des Deutschen Ordens
- Mengersen, Wilhelm von (1777–1836), Adeliger und Abgeordneter
- Mengershausen, Joachim von (1936–2020), deutscher Filmkritiker, Filmproduzent, Schriftsteller und Verleger
- Menges, Achim (* 1975), deutscher Architekt und Hochschullehrer
- Menges, Alexander (1853–1911), deutscher Jurist und Privatsekretärs des bulgarischen Fürsten Alexander I.
- Menges, Benedikt (1840–1904), Priester, Benediktinerabt
- Menges, Chris (* 1940), britischer Kameramann und Filmregisseur
- Menges, Dietrich Wilhelm von (1909–1994), deutscher Industriemanager, Vorstandsvorsitzender der Gutehoffnungshütte
- Menges, Emily (* 1992), US-amerikanische Fußballspielerin
- Menges, Eva (* 1970), deutsche Juristin
- Menges, Franklin (1858–1956), US-amerikanischer Politiker
- Menges, Franz (1941–2014), deutscher Historiker, Autor und Chefredakteur
- Menges, Georg (1888–1973), deutscher Kommunal- und Landespolitiker (DVP), MdL
- Menges, Georg (1923–2021), deutscher Ingenieur, Professor und Pionier der Kunststofftechnik
- Menges, Georg Ernst († 1905), deutscher Landtagsabgeordneter
- Menges, Günter (1929–1983), deutscher Wirtschaftswissenschaftler und Hochschullehrer
- Menges, Günter (* 1954), deutscher Fußballspieler
- Menges, Hans-Wolfgang (* 1946), deutscher Fachmediziner und Bildender Künstler
- Menges, Harald (* 1943), deutscher Politiker (CDU), MdL
- Menges, Herbert (1902–1972), englischer Dirigent und Komponist
- Menges, Hieronymus (1910–2002), deutscher Geistlicher und Prälat
- Menges, Josef (1850–1910), deutscher Afrikaforscher
- Menges, Joseph (1821–1877), deutscher Gutsbesitzer, Mitglied der Zweiten Kammer des Landtags des Großherzogtums Hessen
- Menges, Karl (1941–2018), deutscher Germanist
- Menges, Karl Heinrich (1908–1999), deutscher Turkologe, Tungusologe, Altaist, Slavist, Dravidologe und Nostratist
- Menges, Kathrin (* 1964), deutsche Managerin
- Menges, Ludwig (1811–1898), Großherzoglich-hessischer Hofrat und Vermögensverwalter
- Menges, Richard (1910–1998), deutscher Steinbildhauer
- Menges, Roland (* 1965), deutscher Ökonom und Hochschullehrer
- Menges, Rüdiger (* 1959), deutscher Fußballspieler und Fußballtrainer
- Menges, Wilhelm (1894–1963), deutscher Reichsgerichtsrat und Richter am Bundesgerichtshof
- Menges, Wilhelm von (1846–1916), deutscher Generalleutnant und Divisionskommandeur
- Mengesha Yohannes (1865–1906), äthiopischer Feldherr und Thronanwärter
- Mengesha, Milkesa (* 2000), äthiopischer Leichtathlet
- Mengestu, Dinaw (* 1978), äthiopisch-US-amerikanischer Schriftsteller
- Mengewein, Axel (* 1969), deutscher Journalist
- Mengewein, Carl (1852–1908), deutscher Komponist

### Mengh
- Menghin, Alois (1856–1918), österreichischer Schulmann, Heimatforscher und Schriftsteller
- Menghin, Osmund (1920–1989), österreichischer Prähistoriker
- Menghin, Oswald (1888–1973), österreichischer Prähistoriker, UnterrichtsministerOswald Menghin (1888–1973)

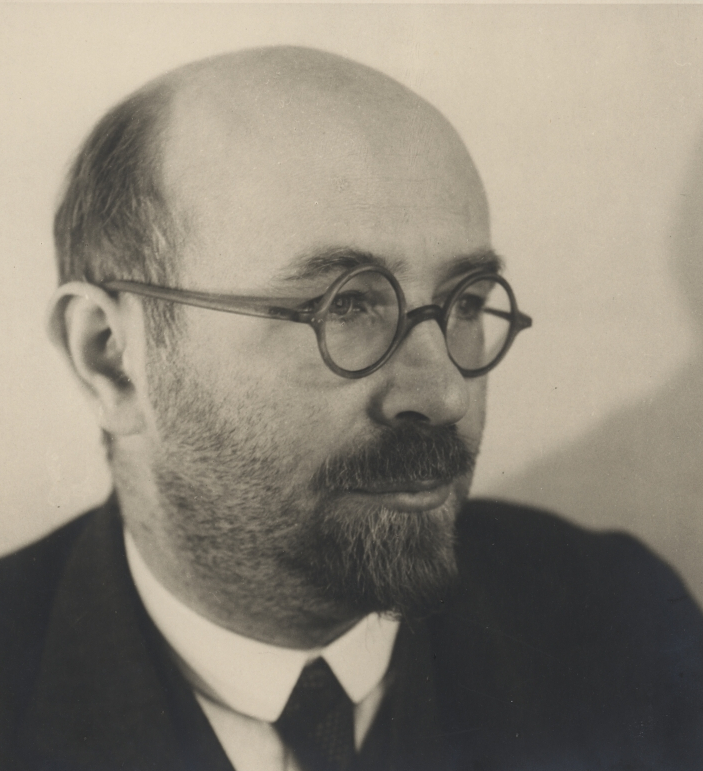
Oswald Menghin (1888–1973)

- Menghin, Wilfried (1942–2013), deutscher Prähistoriker

### Mengi
- Mengi, Teden (* 2002), englischer Fußballspieler
- Mengíbar, Milagros (* 1952), spanische Flamenco-Tänzerin
- Mengin, Amandine (* 2004), französische Biathletin
- Mengin, Charles-August (1853–1933), französischer Bildhauer und Maler des akademischen Realismus
- Mengin, Christophe (* 1968), französischer Radrennfahrer
- Mengin, Ernst (1893–1973), deutscher Philologe und evangelischer Theologe
- Mengis, Ferdinand (1927–2014), Schweizer Verleger
- Mengis, Manuel (* 1972), Schweizer Jazztrompeter, Komponist und Bandleader
- Mengiste, Maaza (* 1971), äthiopisch-amerikanische Autorin
- Mengistou, Negousse (* 1932), äthiopischer Radrennfahrer
- Mengistu Haile Mariam (* 1937), äthiopischer Politiker, Staatsoberhaupt von Äthiopien (1977–1991)Mengistu Haile Mariam (* 1937)

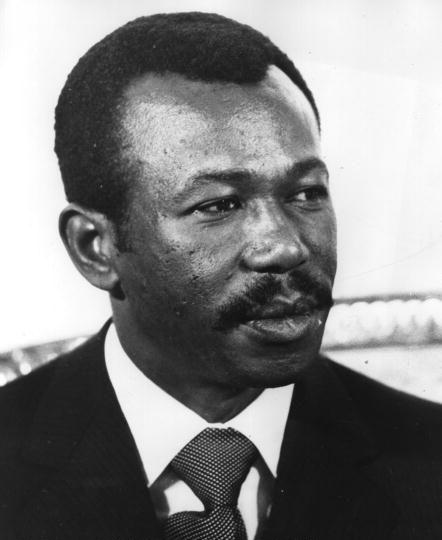
Mengistu Haile Mariam (* 1937)

- Mengistu, Meseret (* 1990), äthiopische Langstreckenläuferin
- Mengitsu, Asnakech (* 1986), äthiopische Marathonläuferin

### Mengj
- Mengjiqi, Mendi (* 1958), kosovarisch-albanischer Komponist

### Mengl
- Mengler, Andi (* 1965), deutscher Sänger und Gitarrist
- Mengler, Jakob Wilhelm (1915–2001), deutscher Architekt und Bauunternehmer
- Mengler, Julian (* 1986), deutscher Radiomoderator und Redakteur
- Mengler, Walter (1952–2016), deutscher Cellist und Komponist

### Mengo
- Mengo, Jerry (1911–1979), französischer Jazzmusiker, Bandleader, Arrangeur und Komponist
- Mengold, Esther (1877–1954), Schweizer Malerin
- Mengoli, Giuseppe (* 1965), italienischer römisch-katholischer Geistlicher, Bischof von San Severo
- Mengoli, Pietro (1626–1686), italienischer Mathematiker und Geistlicher
- Mengon, Marco (* 2000), italienischer Handballspieler
- Mengon, Simone (* 2000), italienischer Handballspieler
- Mengoni, Flavio (1929–2013), italienischer Politiker und Rechtsanwalt
- Mengoni, Giuseppe (1829–1877), italienischer Ingenieur und Architekt des Historismus
- Mengoni, Luigi (1922–2001), italienischer Jurist
- Mengoni, Marco (* 1988), italienischer PopsängerMarco Mengoni (* 1988)

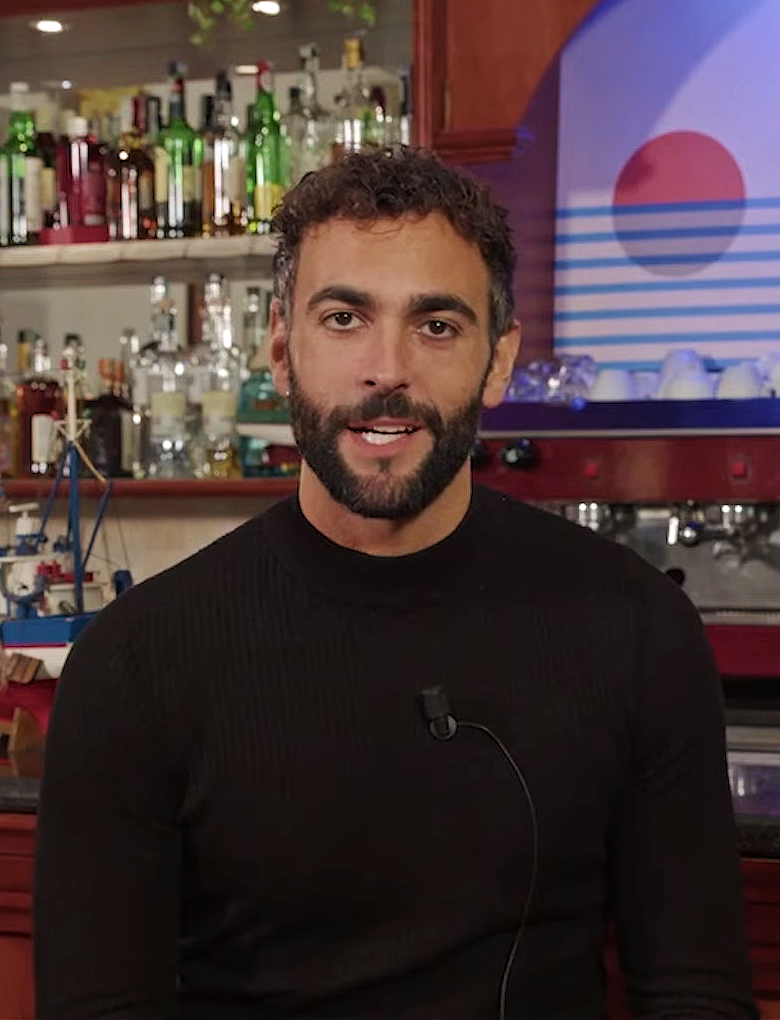
Marco Mengoni (* 1988)

- Mengotti, Adolfo (1901–1984), Schweizer Fussballspieler
- Mengotti, Alfredo (1866–1925), Schweizer Diplomat

### Mengs
- Mengs, Anna Maria (1751–1792), deutsche Malerin
- Mengs, Anton Raphael (1728–1779), deutscher Maler
- Mengs, Ismael (1688–1764), deutscher Maler
- Mengsteab, Samrawit (* 1990), schwedische Leichtathletin eritreischer Herkunft

### Mengu
- Mengual, David (* 1970), spanischer Jazzmusiker (Kontrabass, Komposition)
- Mengual, Gemma (* 1977), spanische Synchronschwimmerin
- Mengüç, Feyzi (1896–1966), türkischer General
- Mengue, Albert (* 1999), kamerunischer Boxer

### Mengz
- Mengzi, chinesischer Philosoph und Nachfolger des Konfuzius